# Eleotris pisonis
Eleotris pisonis är en fiskart som först beskrevs av Gmelin, 1789.  Eleotris pisonis ingår i släktet Eleotris och familjen Eleotridae. Inga underarter finns listade i Catalogue of Life.